# Pomník mistra Jana Husa (Troja)
Pomník mistra Jana Husa v pražské Troji vznikl v roce 1926. Jeho stavba začala 28. října 1925. Autorem sochy je Vilém Amort. Socha byla vytvořena podle jeho návrhu až posmrtně. A to díky finanční podpoře manželů Kočkových, kteří vztyčení sochy podpořili zejména k připomínce sochaře. Architektonicky naplánoval vznik pomníku Vojtěch Bůžek.

Socha je provedena realisticky a snaží se být zejména historická. Postava Husa dramaticky hledí do dáli, stojí na hranici z dřevěných klád a řetězy jí poutají ruce k mučednickému kůlu. Hus má na hlavě navíc nasazenou kacířskou čepici. V obličeji je Hus zachycen s typickým vousem a ostrými rysy. Vysoký podstavec, na němž celý výjev stojí, již podlehl zubu času, což vede k horší čitelnosti na něm napsaných nápisů. Přední strana nese nápis „MISTR JAN HUS SVATÉ PAMĚTI“. Zadní nápis pak upomíná na dárce peněz manžele Kočkovi.

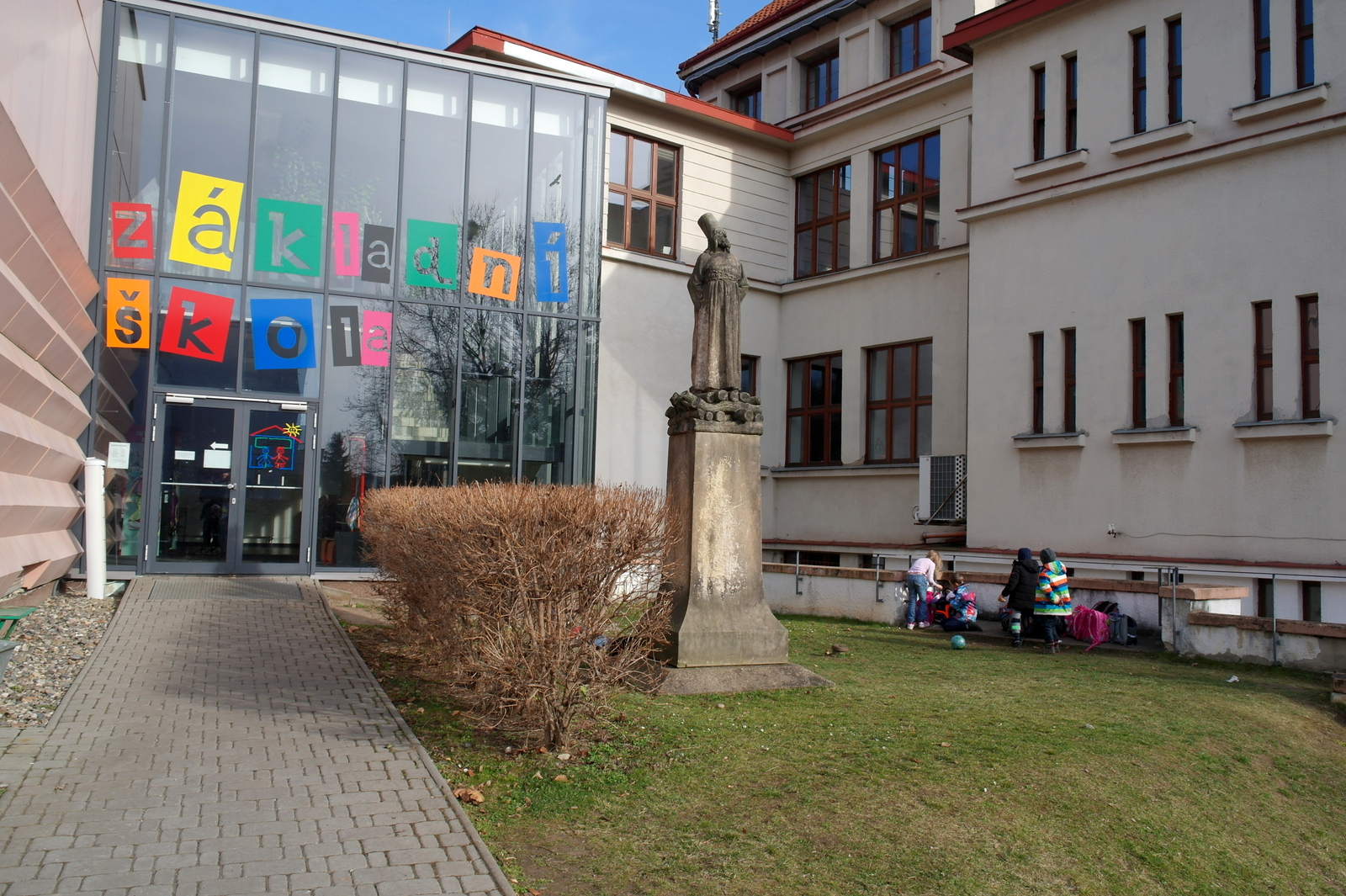
Pomník mistra Jana Husa před Čechovou školou

Socha v minulosti stála za Trojským zámkem poblíž vchodu do zoologické zahrady. V současnosti se ovšem nachází na dvoře ZŠ Trojská, což ji činí téměř nepřístupnou. I přesto je socha od roku 1964 jednou z kulturních památek Troji.